# Вінніпег-Біч
Вінніпег-Біч (англ. Winnipeg Beach) — містечко в Канаді, у провінції Манітоба, у складі сільського муніципалітету Гімлі.

## Населення
За даними перепису 2016 року, містечко нараховувало 1145 осіб, показавши зростання на 13,3%, порівняно з 2011-м роком. Середня густина населення становила 296 осіб/км².
З офіційних мов обидвома одночасно володіли 50 жителів, тільки англійською — 1 095, а 5 — жодною з них. Усього 140 осіб вважали рідною мовою не одну з офіційних, з них 40 — українську.
Працездатне населення становило 45,2% усього населення, рівень безробіття — 6,3% (6,2% серед чоловіків та 4,3% серед жінок). 89,5% осіб були найманими працівниками, а 9,5% — самозайнятими.
Середній дохід на особу становив $36 983 (медіана $30 656), при цьому для чоловіків — $41 946, а для жінок $33 093 (медіани — $35 456 та $25 120 відповідно).
26,5% мешканців мали закінчену шкільну освіту, не мали закінченої шкільної освіти — 28%, 45% мали післяшкільну освіту, з яких 28,4% мали диплом бакалавра, або вищий.
| Статево-вікова структура населення | Статево-вікова структура населення | Статево-вікова структура населення | Статево-вікова структура населення | Статево-вікова структура населення |
| ---------------------------------- | ---------------------------------- | ---------------------------------- | ---------------------------------- | ---------------------------------- |
|                                    |                                    |                                    |                                    |                                    |
| Всього                             | Всього                             | 46,5%53,5%                         |                                    |                                    |
| 0 — 14 років                       | 0 — 14 років                       |                                    | 7,5%                               | 7,5%                               |
| 15 — 64 років                      | 15 — 64 років                      |                                    | 57,9%                              | 57,9%                              |
| 65 і більше                        | 65 і більше                        |                                    | 34,6%                              | 34,6%                              |
| 85 і більше                        | 85 і більше                        |                                    | 3,1%                               | 3,1%                               |
| Середній вік (років)               | Середній вік (років)               | 53,953,8                           | 53,8                               | 53,8                               |
| Медіана (років)                    | Медіана (років)                    | 60,0                               | 60,0                               | 60,0                               |
| — чоловіки — жінки                 |                                    |                                    |                                    |                                    |

| Походження мешканців:     | Походження мешканців:     | Походження мешканців: | Походження мешканців: | Походження мешканців: |
| ------------------------- | ------------------------- | --------------------- | --------------------- | --------------------- |
| Походження                |                           |                       | осіб                  | %                     |
| Корінні американці        | Корінні американці        |                       | 120                   | 10.48%                |
| Інше північноамериканське | Інше північноамериканське |                       | 265                   | 23.14%                |
| Європейське               | Європейське               |                       | 965                   | 84.28%                |
| британське                | британське                |                       | 435                   | 37.99%                |
| французьке                | французьке                |                       | 95                    | 8.3%                  |
| українське                | українське                |                       | 270                   | 23.58%                |
| Латинськоамериканське     | Латинськоамериканське     |                       | 10                    | 0.87%                 |
| Карибське                 | Карибське                 |                       | 20                    | 1.75%                 |
| Азійське                  | Азійське                  |                       | 45                    | 3.93%                 |

| Зайнятість населення за галузями (за класифікацією NOC): | Зайнятість населення за галузями (за класифікацією NOC): | Зайнятість населення за галузями (за класифікацією NOC): | Зайнятість населення за галузями (за класифікацією NOC): | Зайнятість населення за галузями (за класифікацією NOC): |
| -------------------------------------------------------- | -------------------------------------------------------- | -------------------------------------------------------- | -------------------------------------------------------- | -------------------------------------------------------- |
|                                                          |                                                          |                                                          |                                                          |                                                          |
| Управління                                               | Управління                                               |                                                          | 13,8%                                                    | 13,8%                                                    |
| Бізнес, фінанси та адміністрування                       | Бізнес, фінанси та адміністрування                       |                                                          | 13,8%                                                    | 13,8%                                                    |
| Природничі та прикладні науки                            | Природничі та прикладні науки                            |                                                          | 2,1%                                                     | 2,1%                                                     |
| Охорона здоров'я                                         | Охорона здоров'я                                         |                                                          | 6,4%                                                     | 6,4%                                                     |
| Освіта, правозахист, муніципальні та урядові служби      | Освіта, правозахист, муніципальні та урядові служби      |                                                          | 14,9%                                                    | 14,9%                                                    |
| Мистецтво, культура, відпочинок та спорт                 | Мистецтво, культура, відпочинок та спорт                 |                                                          | 3,2%                                                     | 3,2%                                                     |
| Роздрібна торгівля та послуги                            | Роздрібна торгівля та послуги                            |                                                          | 19,1%                                                    | 19,1%                                                    |
| Гуртова торгівля, транспорт та обладнання                | Гуртова торгівля, транспорт та обладнання                |                                                          | 18,1%                                                    | 18,1%                                                    |
| Природні ресурси, сільське господарство                  | Природні ресурси, сільське господарство                  |                                                          | 7,4%                                                     | 7,4%                                                     |
| Виробництво                                              | Виробництво                                              |                                                          | 2,1%                                                     | 2,1%                                                     |

## Клімат
Середня річна температура становить 2,1°C, середня максимальна – 22,9°C, а середня мінімальна – -23,9°C. Середня річна кількість опадів – 526 мм.
| Клімат поселення                              | Клімат поселення | Клімат поселення | Клімат поселення | Клімат поселення | Клімат поселення | Клімат поселення | Клімат поселення | Клімат поселення | Клімат поселення | Клімат поселення | Клімат поселення | Клімат поселення | Клімат поселення |
| Показник                                      | Січ.             | Лют.             | Бер.             | Квіт.            | Трав.            | Черв.            | Лип.             | Серп.            | Вер.             | Жовт.            | Лист.            | Груд.            |                  |
| Середній максимум, °C                         | −12,42           | −8,66            | −1,81            | 7,91             | 16,08            | 21,90            | 22,87            | 21,96            | 16,31            | 9,52             | −0,72            | −10,32           |                  |
| Середня температура, °C                       | −18,14           | −14,37           | −7,51            | 2,21             | 10,38            | 16,19            | 19,07            | 18,17            | 12,53            | 5,73             | −4,53            | −14,14           |                  |
| Середній мінімум, °C                          | −23,85           | −20,06           | −13,21           | −3,5             | 4,69             | 10,49            | 15,28            | 14,38            | 8,72             | 1,94             | −8,32            | −17,92           |                  |
| Норма опадів, мм                              | 20               | 12               | 23               | 26               | 55               | 93               | 81               | 71               | 55               | 43               | 26               | 21               |                  |
| Середньомісячна швидкість вітру, м/с          | 3.80             | 3.70             | 3.90             | 4.06             | 4.10             | 3.80             | 3.50             | 3.70             | 4.00             | 4.30             | 4.20             | 3.90             |                  |
| Середньомісячна сонячна радіація, кДж/м²·день | 4263             | 7626             | 12663            | 17125            | 20099            | 21172            | 21411            | 18138            | 12379            | 7294             | 4120             | 3147             |                  |
| --------------------------------------------- | ---------------- | ---------------- | ---------------- | ---------------- | ---------------- | ---------------- | ---------------- | ---------------- | ---------------- | ---------------- | ---------------- | ---------------- | ---------------- |
| Джерело:                                      |                  |                  |                  |                  |                  |                  |                  |                  |                  |                  |                  |                  |                  |

## Цікаві факти
Озеро Вінніпег та містечко Вінніпег-біч були місцем дії популярного телесеріалу «Фалкон-біч», знятого у 2006-2007 роках, де обігрувались перипетії життя гламурного курорту. Цікаво, що для канадського глядача назви і місцеві особливості були подані одними, а для американської аудиторії — іншими, більш характерними для США